# Grammatica a struttura sintagmatica generalizzata
La grammatica a struttura sintagmatica generalizzata (in inglese generalized phrase structure grammar, GPSG) è una teoria descrittiva della sintassi e della semantica delle lingue naturali. La GPSG è stata ideata da Gerald Gazdar negli anni settanta. Altri importanti contributi sono stati apportati da Ewan Klein, Ivan Sag e Geoffrey Pullum.  Il loro libro Generalized Phrase Structure Grammar, pubblicato nel 1985, è la monografia centrale della GPSG, con una particolare attenzione riservata alla sintassi inglese.
Uno degli obiettivi più importanti della GPSG è quello di mostrare che la sintassi delle lingue naturali può essere descritta tramite grammatiche libere dal contesto. A questo proposito sono state introdotte delle convenzioni utili per facilitare agli studiosi di sintassi le descrizioni delle grammatiche. La GPSG supporta le descrizioni sintattiche attraverso annotazioni semantiche che possono essere utilizzate per determinare il significato di una frase dalla sua struttura sintattica.
La GPSG è in parte una reazione alle grammatiche trasformazionali.